# Jane Goes A-Wooing
Jane Goes A-Wooing er en amerikansk stumfilm fra 1919 af George Melford.

## Medvirkende
- Vivian Martin som Jane Neill
- Niles Welch som Monty Lyman
- Casson Ferguson som Micky Donovan
- Spottiswoode Aitken som David Lyman
- Helen Dunbar som Mrs. Arliss